# Elettra, amore mio
Elettra, amore mio (Szerelmem, Elektra) è un film del 1974 diretto da Miklós Jancsó.